# António Lebo Lebo
António Lebo Lebo, född 29 maj 1977 i Malanje, är en angolansk före detta fotbollsspelare.

## Karriär
Under sin karriär spelade Lebo Lebo för flera klubbar i hemlandet, däribland Sagrada Esperança och Petro Atlético. Lebo Lebo spelade därtill för Angolas landslag och medverkade i 17 landskamper mellan 2004 och 2006.
Hans karriärhöjdpunkter var deltagande i Afrikanska mästerskapet 2006 och världsmästerskapet samma år, där Angola gjorde sin första VM-framträdande.